# Puchar Europy w Lekkoatletyce 2000
21. Puchar Europy w lekkoatletyce – międzynarodowe zawody lekkoatletyczne zorganizowane 23 i 24 czerwca 2000 w Europie. Zawody organizowało Europejskie Stowarzyszenie Lekkoatletyczne.

## Superliga
Zawody Superligi Pucharu Europy odbyły się na stadionie w Gateshead w Wielkiej Brytanii. Wśród mężczyzn zwycięstwo odniosła reprezentacja gospodarzy, a wśród kobiet ponownie najlepsze okazały się lekkoatletyki z Rosji.

### Tabela końcowa
| Pozycja | Reprezentacja   | Punkty |
| ------- | --------------- | ------ |
| 1       | Wielka Brytania | 101,5  |
| 2       | Niemcy          | 101    |
| 3       | Francja         | 97     |
| 4       | Włochy          | 96,5   |
| 5       | Rosja           | 88,5   |
| -       | Grecja          | 88,5   |
| 7       | Szwecja         | 75     |
| 8       | Węgry           | 62     |

| Pozycja | Reprezentacja   | Punkty |
| ------- | --------------- | ------ |
| 1       | Rosja           | 124    |
| 2       | Niemcy          | 111    |
| 3       | Francja         | 87     |
| 4       | Włochy          | 79     |
| 5       | Wielka Brytania | 78     |
| 6       | Rumunia         | 72     |
| 7       | Ukraina         | 71     |
| 8       | Grecja          | 56     |